# Pantoclis eulimine
Pantoclis eulimine är en stekelart som beskrevs av Nixon 1957. Pantoclis eulimine ingår i släktet Pantoclis, och familjen hyllhornsteklar. Arten är reproducerande i Sverige.